# (31240) Katrianne
(31240) Katrianne (1998 DB2) – planetoida z pasa głównego asteroid okrążająca Słońce w ciągu 4,66 lat w średniej odległości 2,79 j.a. Odkryta 20 lutego 1998 roku.